# Physoneura paulseni
Physoneura paulseni är en tvåvingeart som beskrevs av Dionys Rudolf Josef Stur och Andersen 2000. Physoneura paulseni ingår i släktet Physoneura och familjen fjädermyggor.
Artens utbredningsområde är Ecuador. Inga underarter finns listade i Catalogue of Life.